# Tigidia mauriciana
Espèce
Tigidia mauriciana est une espèce d'araignées mygalomorphes de la famille des Barychelidae.

## Distribution
Cette espèce est endémique de l'île Maurice.

## Description
La femelle holotype mesure 14,5 mm.

## Étymologie
Son nom d'espèce lui a été donné en référence au lieu de sa découverte, l'île Maurice.

## Publication originale
- Simon, 1892 : Études arachnologiques. 24e Mémoire. XXXIX. Descriptions d'espèces et de genres nouveaux de la famille des Aviculariidae (suite). Annales de la Société Entomologique de France, vol. 61, p. 271-284 (texte intégral).